# Danu
Danu – bóstwo żeńskie obecne w mitologiach ludow indoaryjskich.
Danu może być identyfikowana z indoeuropejską boginią wody Danavas, uznawaną za pramatkę - bóstwo najbardziej pierwotne, wywodzące się z okresu matriarchatu. O powiązaniach Danu z wodą mówią nazwy wielkich europejskich rzek: Donu, Dniestru, Dniepru, a zwłaszcza Dunaju (łac. Danubius), który Celtowie czcili szczególnie. Na jej cześć zatapiali w rzekach i jeziorach kotły ofiarne, możliwe także iż wiele ofiar z ludzi znajdowanych na bagnach w całej Europie było przeznaczone dla niej

## Hinduizm
W hinduizmie, Danu jest pierwotną boginią wody, która była obecna podczas stworzenia. Do jej synów zalicza się Wrytrę.

## Celtowie
W mitologii celtyckiej, Danu była boginią-matką. Bogini żyzności, urodzaju, ale również śmierci i zniszczenia. Jej mężem był Beli. Ich dziećmi byli: Dagda, Dian Cecht, Lir, Lugh, Gwydion, Govannon, Arianrhod, Gilfaethwy i Amaethon. Z Dagdą miała dziecko o imieniu Ogma. Była matriarchinią ludu Tuatha Dé Danann.

## Inne imiona
- Dan
- Dana
- Dann
- Don (walijskie)
- Anu